# Пептострептококе
Пептострептококе (лат. Peptostreptococcus) представљају род анаеробних, грам-позитивних бактерија које не формирају споре. Ћелије ових бактерија су мале, лоптастог облика и могу да се јаве у кратким ланцима, у паровима или индивидуално. Пептострептококе споро расту, али им се повећава отпорност на антимикробне лекове.

## Патогенеза
Врсте пептострептокока су коменсални организми код људи. Претежно живе у устима, кожи, гастроинтестиналном и уринарном тракту и чине део бактеријске цревне флоре. У случајевима имуносупресије и физичке повреде, ови организми могу да постану патогени, као и да изазову сепсу, наносећи штету свом домаћину. Пептострептококе узоркују апсцесе мозга, јетре, дојке и плућа, као и инфекције меког ткива које изазивају некрозу.